# Arif Asadov
Pour les articles homonymes, voir Asadov.
Arif Asadov (en azéri : Arif Əsədov), né le 18 août 1970 à Bakou en Azerbaïdjan, est un footballeur international azerbaïdjanais, devenu entraîneur à l'issue de sa carrière, qui évoluait au poste de défenseur.

## Biographie

### Carrière de joueur
Arif Asadov dispute un match en Ligue des champions, et 4 matchs en Coupe de l'UEFA,.

### Carrière internationale
Arif Asadov compte 46 sélections avec l'équipe d'Azerbaïdjan entre 1993 et 2002. 
Il est convoqué pour la première fois par le sélectionneur national Alakbar Mammadov pour un match amical contre la Géorgie le 25 mai 1993 (victoire 1-0). Il reçoit sa dernière sélection le 20 novembre 2002 contre le pays de Galles (défaite 2-0).

## Palmarès
Neftchi Bakou
- Champion d'Azerbaïdjan en 1992, 1996 et 1997
- Vainqueur de la Coupe d'Azerbaïdjan en 1995, 1996 et 2002